# 四條畷市立四條畷東小学校
四條畷市立四條畷東小学校（おおさかしりつしじょうなわてひがししょうがっこう）は、かつて大阪府四條畷市にあった公立小学校。飯盛山の山麓西側を校区としている。
高度経済成長に伴い、学校所在地の四條畷市は大阪のベッドタウン的な性格を帯びるようになり、人口が急増した。それに伴い四條畷市立四條畷小学校より校区の東部を分離する形で、市で6番目の小学校として1974年に開校した。2020年3月に市による学校再編整備計画により閉校した。

## 通学区域
- 四條畷市 中野1丁目5番、南野1-6丁目、塚脇町

卒業生進学先：四條畷市立四條畷南中学校であったが、同校が2018年で廃校したため四條畷市立四條畷中学校が進学先に変更

## 交通
- 片町線（学研都市線） 忍ケ丘駅
- 片町線（学研都市線） 四条畷駅